# Malden (Massachusetts)
Malden é uma cidade localizada no condado de Middlesex no estado estadounidense de Massachusetts. No Censo de 2010 tinha uma população de 59.450 habitantes e uma densidade populacional de 4.516,68 pessoas por km².

## Geografia
Malden encontra-se localizada nas coordenadas 42° 25′ 49″ N, 71° 03′ 28″ O. Segundo a Departamento do Censo dos Estados Unidos, Malden tem uma superfície total de 13.16 km², da qual 13.06 km² correspondem a terra firme e (0.77%) 0.1 km² é água.

## Demografia
Segundo o censo de 2010, tinha 59.450 pessoas residindo em Malden. A densidade populacional era de 4.516,68 hab./km². Dos 59.450 habitantes, Malden estava composto pelo 56.67% brancos, o 14.8% eram afroamericanos, o 0.17% eram amerindios, o 20.14% eram asiáticos, o 0.03% eram insulares do Pacífico, o 4.95% eram de outras raças e o 3.24% pertenciam a duas ou mais raças. Do total da população o 8.4% eram hispanos ou latinos de qualquer raça.

## Filhos ilustres
- Ed Markey, senador (1946 - )
- Mark Morrisroe, fotógrafo (1959-1989).[4]